# BMW Série Z
Pour les articles homonymes, voir BMW et Z.
Les BMW Z (Z pour zukunft, futur en allemand) sont une série de voiture de sport roadster GT du constructeur automobile allemand BMW, commercialisées depuis 1989 avec entre autres les Z1, Z3, Z4 et Z8.

## Histoire
BMW commercialise avec succès son premier cabriolet sport BMW 328 entre 1936 et 1949, avec moteur 6 cylindres de la marque, pour courir entre autres aux 24 Heures du Mans. Les BMW 507 roadsters GT de prestige succèdent de 1955 à 1959 à la précédente, motorisées par le premier moteur V8 de la marque des BMW 501 et BMW 502, avec 3,1 L pour 150 ch. De 1978 à 1981 BMW M commercialise son légendaire coupé sport BMW M1 6 cylindres de 3,5 L pour 277 ch (une des meilleures sportives de son temps).

## Série BMW Z
En 1989 BMW commercialise avec succès sa BMW Z1 à 8012 exemplaires, héritière directe en particulier de ses BMW 328 (1936-1949), BMW 507 roadsters GT de prestige (1955-1959), et BMW M1 (1978-1981) précédentes. La marque baptise cette série de ses futurs roadsters sportifs aux solutions technologiques novatrices d'avant gardes « Z » pour zukunft ( futur en allemand) à titre de vitrine technologique de la marque. 

BMW Z1, BMW Z3, et BMW Z8
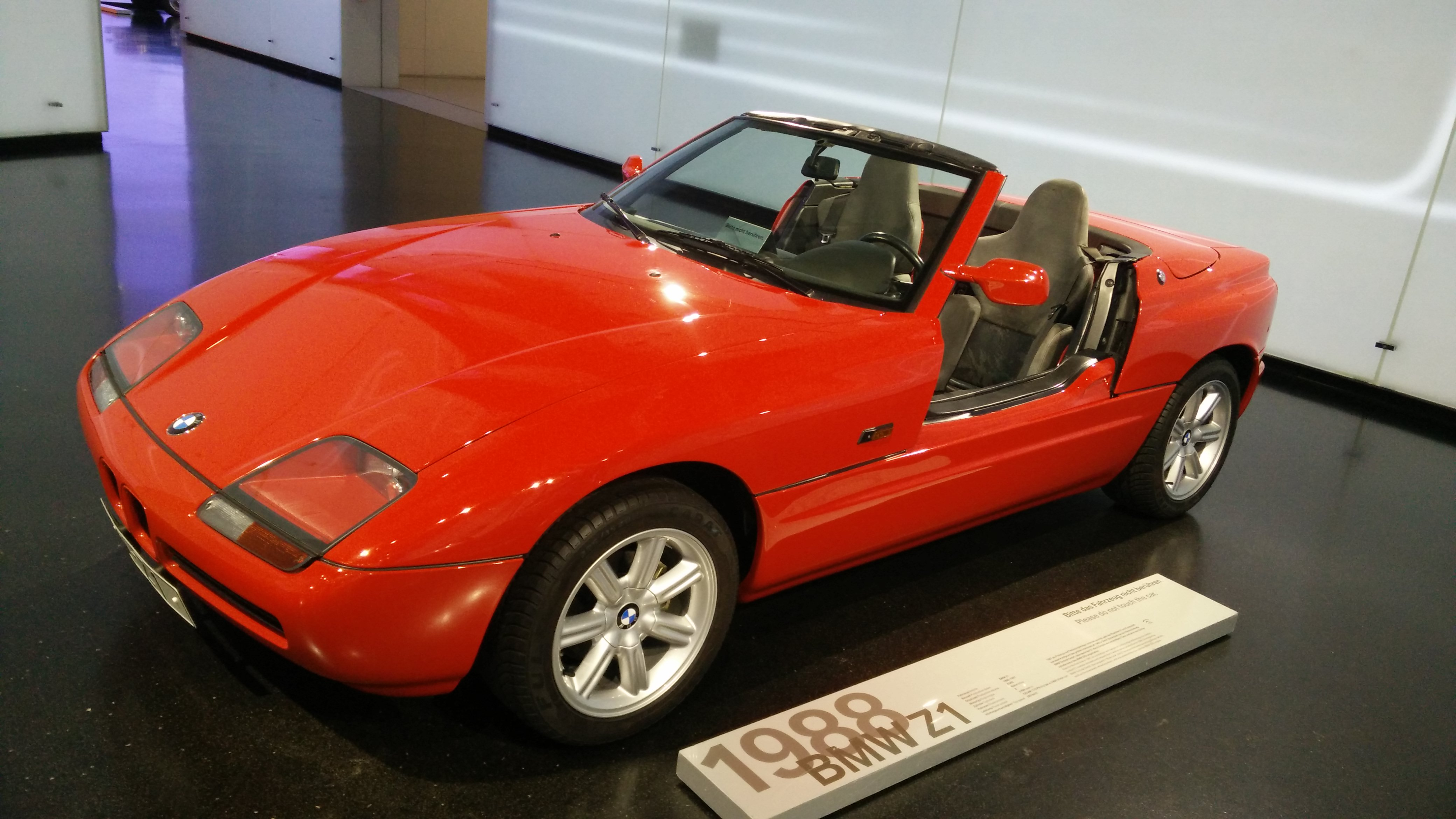
BMW Z1 (1989-1991)
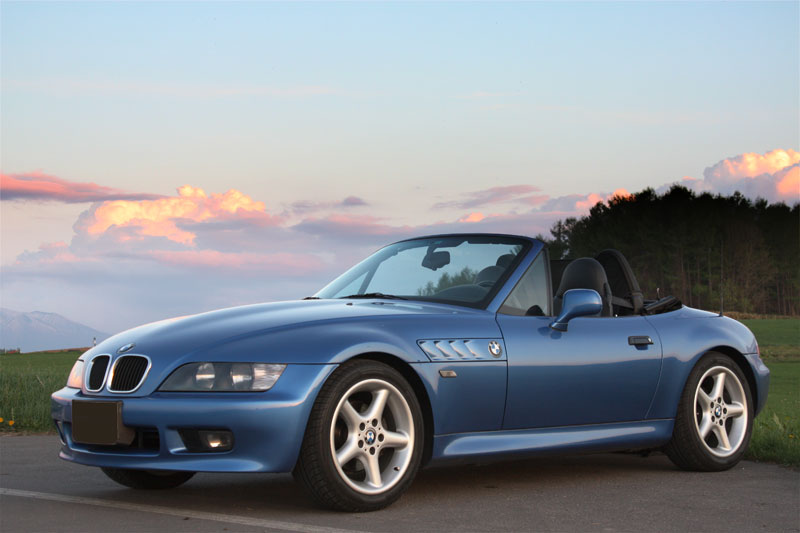
BMW Z3 (1995-2002)
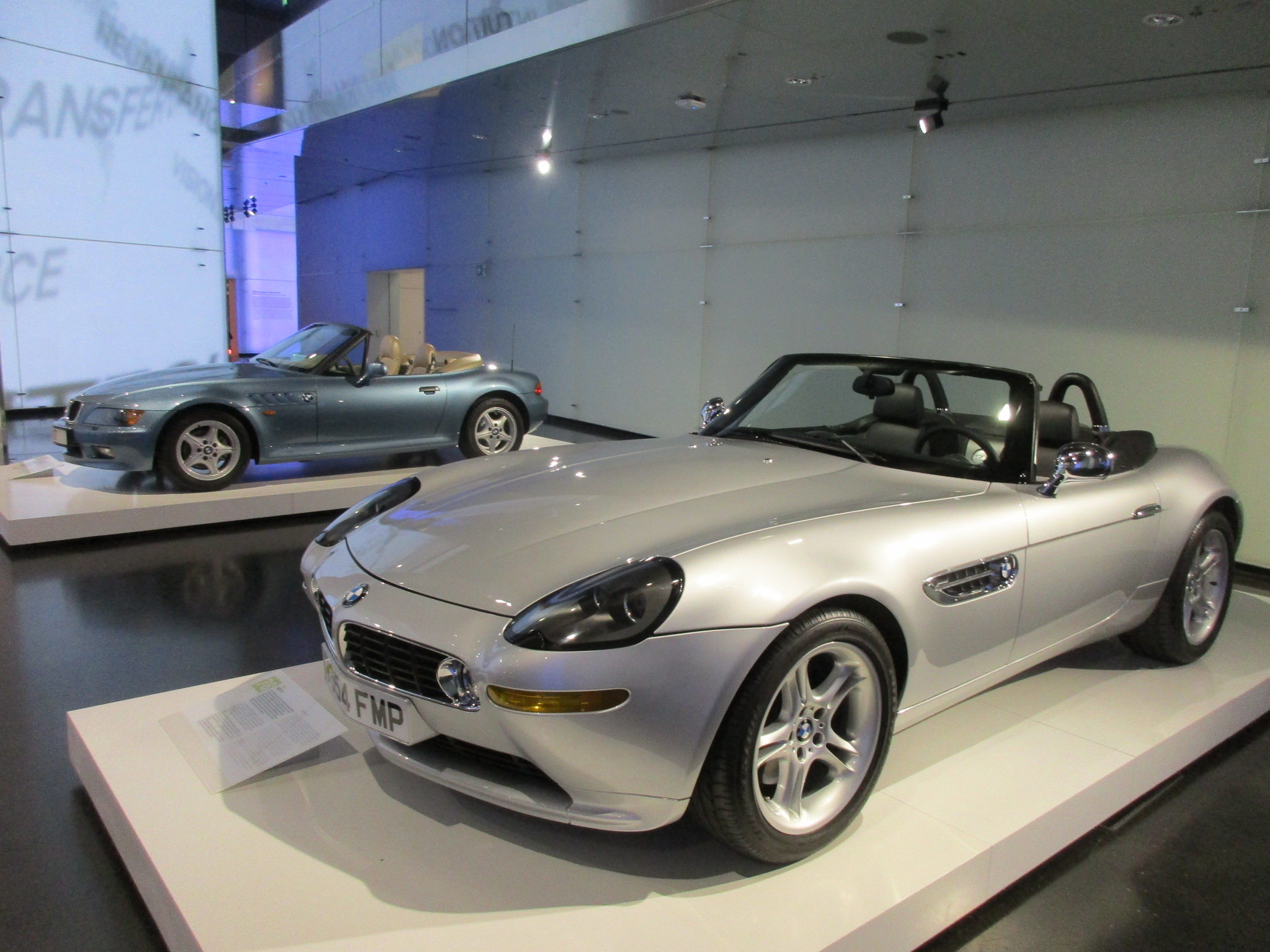
BMW Z8 (2000-2003)

BMW Z4 I, II, et III
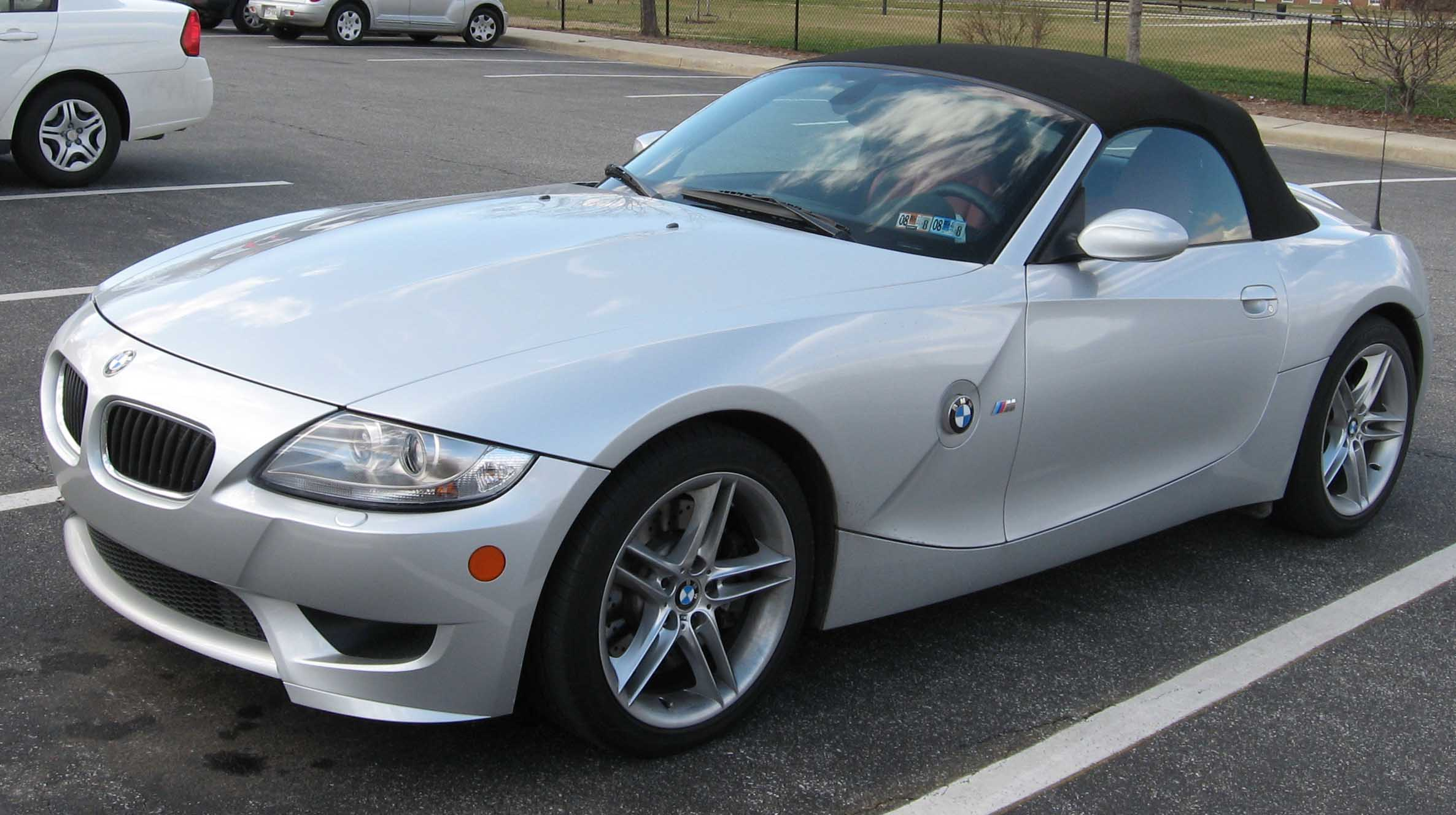
BMW Z4 (E85) (2002-2008)
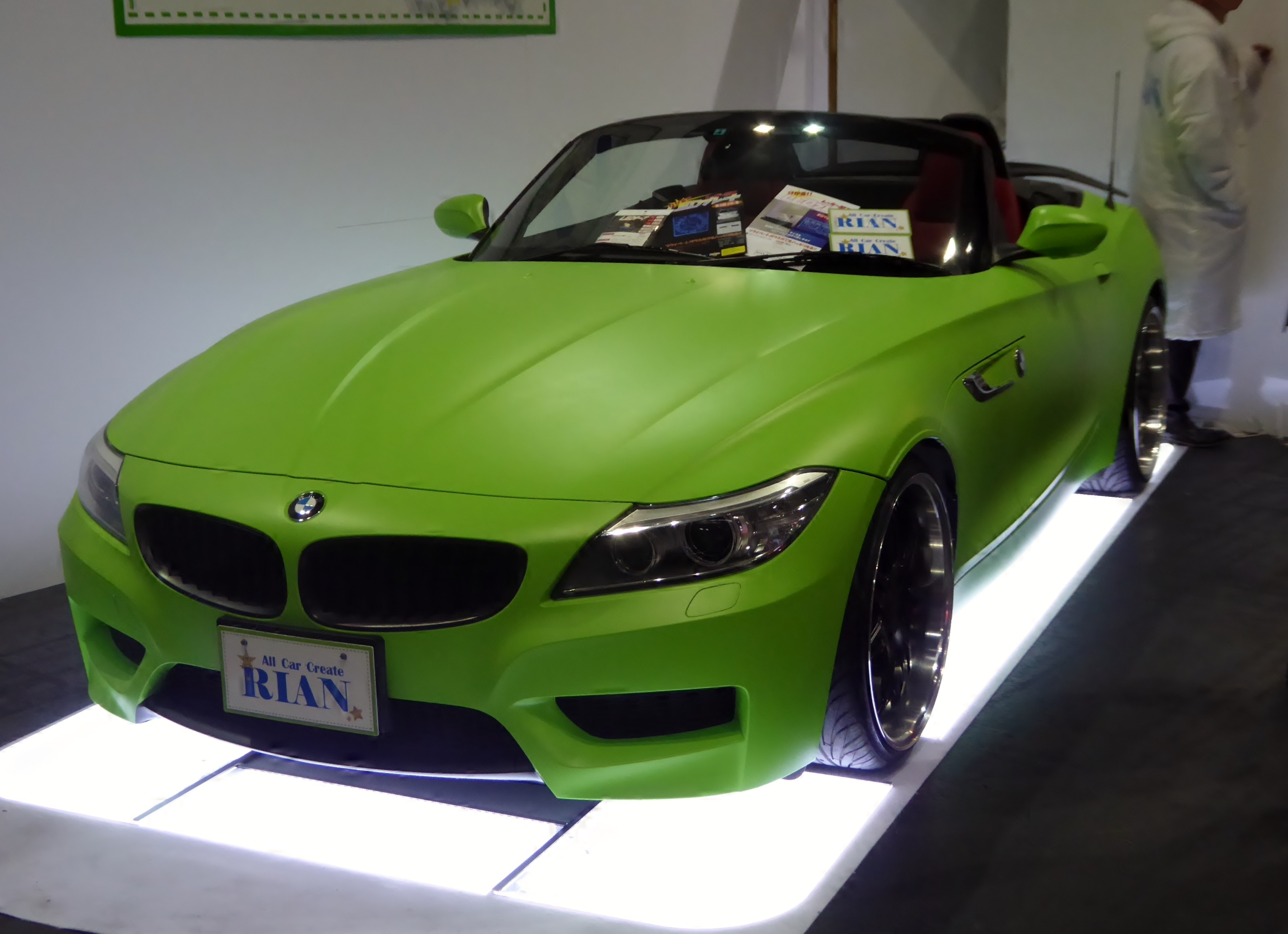
BMW Z4 II (E89) (2009-2016)
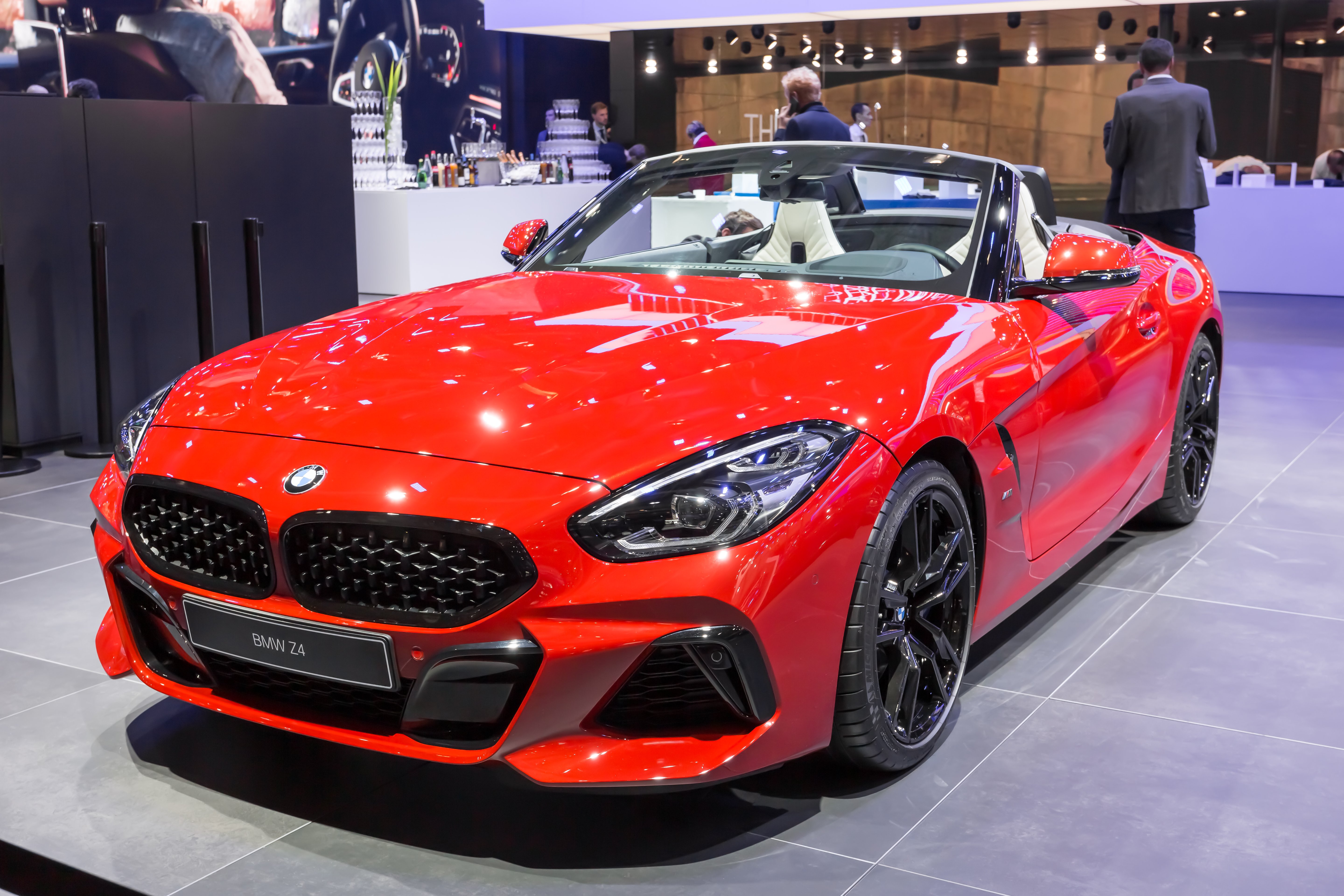
BMW Z4 III (G29) (depuis 2018)

## Concept cars BMW Z

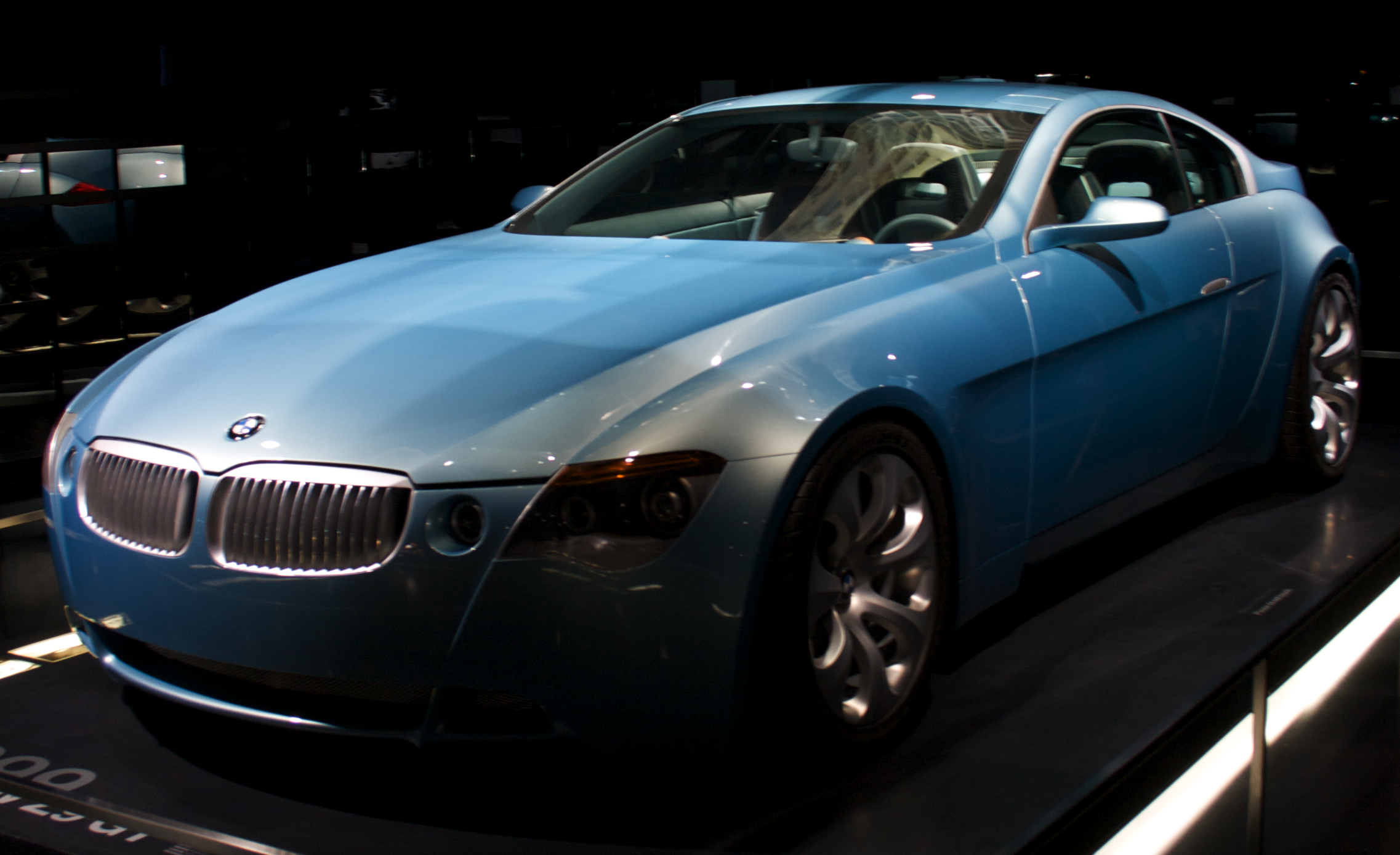
BMW Concept Z9 (1999)
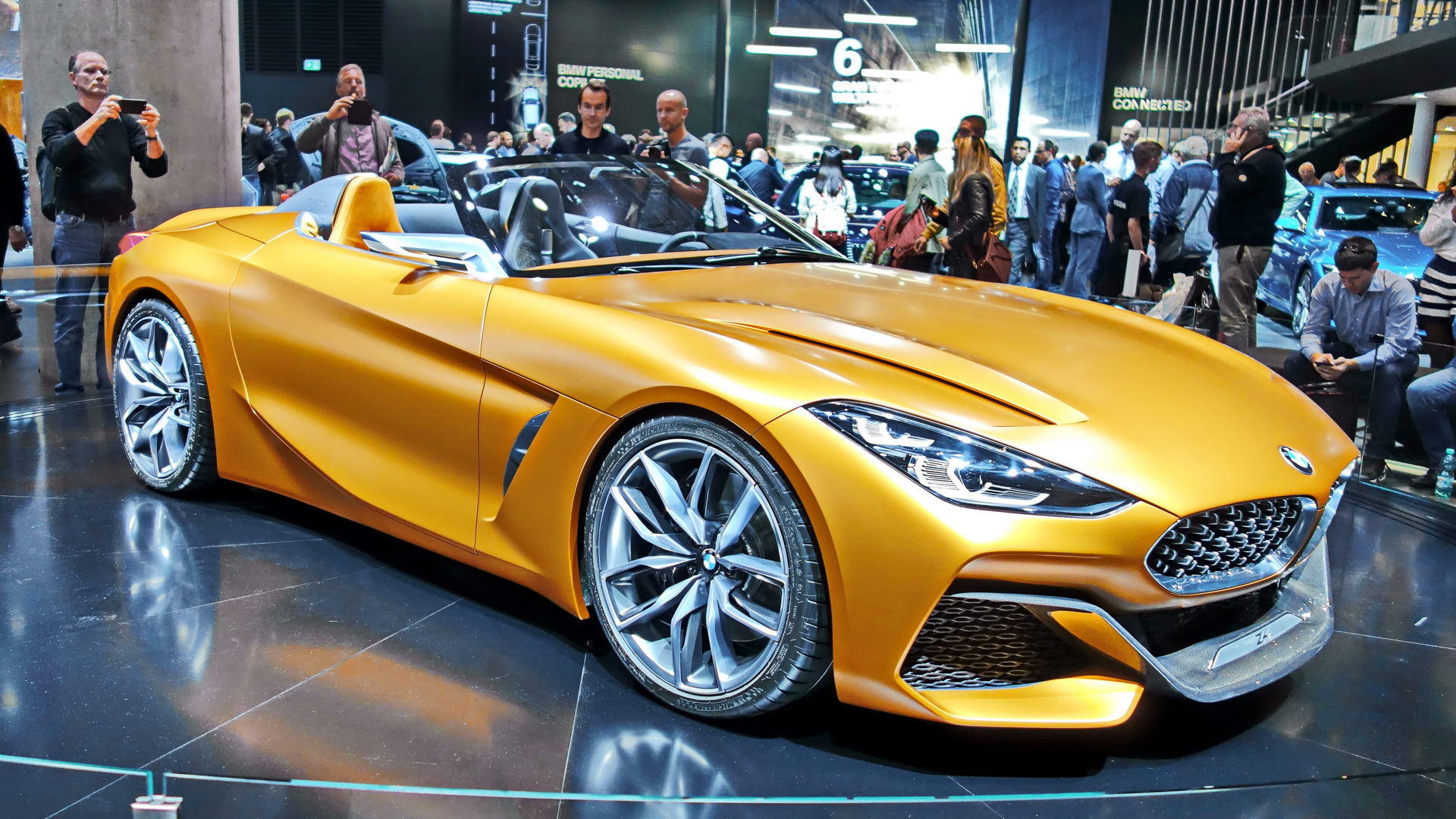
BMW Concept Z4 (2017)